# Tempel der Iuno Martialis

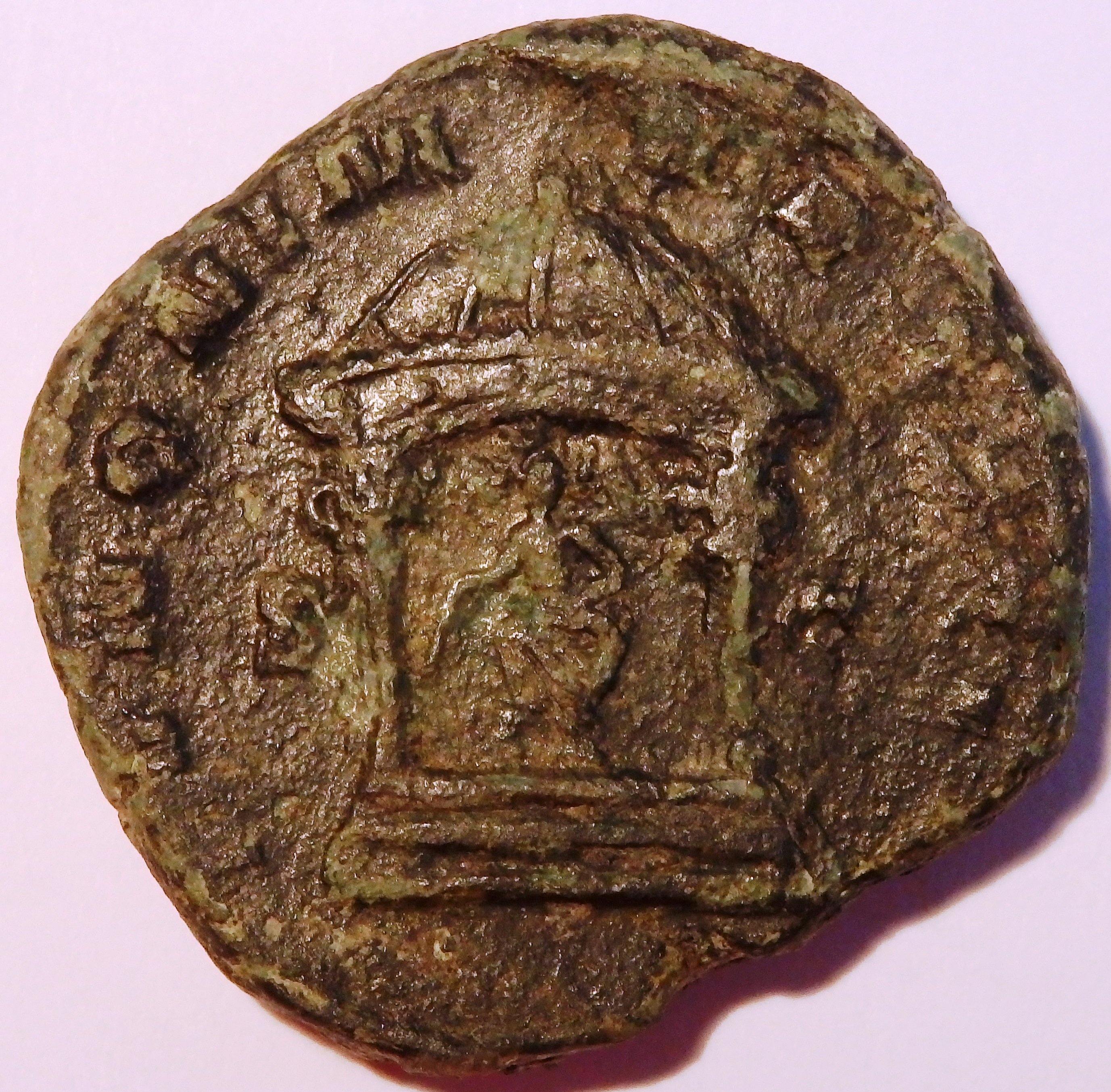
Rundtempel der Iuno Martialis auf Sesterz des Kaisers Trebonianus Gallus, Km 83.35

Der Tempel der Iuno Martialis war ein Rundbau aus der Mitte des 3. Jahrhunderts nach Christus, dessen genauer Standort in Rom nicht bekannt ist.
Der Tempel wurde vermutlich unter Kaiser Trebonianus Gallus (regierte von 251 bis 253 n. Chr.) errichtet. Der Tempel ist auf einigen seiner Münzen und denen seines Sohnes und Mitregenten Volusianus abgebildet (zum Beispiel Kampmann 83.9, 83.35, 84.17). Danach handelte es sich um einen offenen Rundtempel auf einem zweistufigen Podium mit einer Statue der Göttin in seiner Mitte. Die Umschriften der Münzseiten mit dem Tempel der Iuno Martialis lauten: IVNONI MARTIALI.
Der Legende nach hat die Göttin Iuno, die durch den Duft einer Blume geschwängert wurde, den Gott Mars geboren. Martialis wird hier deshalb als Beiname der Iuno verwendet.